# Rhabdomastix (Rhabdomastix) omeina
Rhabdomastix (Rhabdomastix) omeina is een tweevleugelige uit de familie steltmuggen (Limoniidae). De soort komt voor in het Palearctisch gebied.